# Ithytrichia lamellaris
Ithytrichia lamellaris – owad wodny z rzędu chruścików (Insecta: Trichoptera) z rodziny wodolotkowatych (Hydroptilidae), potamobiont związany z rzekami nizinnymi i pojeziernymi średniej wielkości. Gatunek zagrożony wyginięciem w Polsce. Larwy wielkości 3–5 mm żyją w rzekach na dnie kamienistym, budują przenośne domki z nici jedwabnych z fragmentami glonów. Larwy odżywiają się glonami, aparat gębowy umożliwia im wysysanie zawartości komórki glonu. Postacie doskonałe (imago) spotykane są w pobliżu rzek, aktywne wieczorem i w nocy, przylatują do światła. Gatunek wrażliwy na zanieczyszczenia wody i antropogeniczne przekształcenie koryta rzecznego, dobry bioindykator.